# Christopher Chester

a Compétitions nationales et continentales officielles uniquement.

Christopher Chester, né le 8 octobre 1978 à Wakefield (Australie), est un ancien joueur de rugby à XIII anglais évoluant au poste de deuxième ligne ou de troisième ligne reconverti entraîneur. En tant que joueur, il a évolué dans le Super League sous les couleurs de Wigan, Hull FC et Hull KR.
En tant qu'entraîneur, il prend en main en 2015 l'équipe d'Hull KR avec laquelle il atteint la finale de la Challenge Cup en 2015. Toutefois, après trois journées et autant de défaites en 2016, il est licencié par Hull KR de son poste. Il rejoint le 16 mars 2016 une autre équipe de Super League : Wakefield.

## Palmarès

### Palmarès de joueur
- Super League :
  - Finaliste : 2000, 2001 (Wigan) & 2006 (Hull FC).
- Challenge Cup :
  - Vainqueur : 2005 (Hull FC).

### Palmarès d'entraîneur
- Challenge Cup :
  - Finaliste : 2015 (Hull KR).